# 미국 육군의 시설 목록
다음은 미국 육군의 시설을 지역별로 나열한 목록이다.

## 미국 본토

### 현재
- 앨라바마주
  - 애니스턴 육군창
  - 포트 노보셀
  - 래드스톤 조병창
- 알래스카주
  - 포트 그릴리
  - 포트 웨인라이트
  - 엘먼도프-리처드슨 합동기지
- 애리조나주
  - 캠프 나바조 (ARNG)
  - 포트 후아추카
  - 유마 시험장
- 아칸소주
  - 캠프 조지프 T. 로빈슨 (ARNG)
  - 포트 채프 기동훈련소 (ARNG)
  - 파인 블루프 조병창
- 캘리포니아주
  - 캠프 빌(Beale)
  - 캠프 쿡
  - 캠프 한
  - 캠프 로버츠 (ARNG)
  - 캠프 샌루이스오비스포 (ARNG)
  - 포트 헌터 리게트
  - 포트 어윈 군사예비토지
  - 로스 알라미토 육군 비행장
  - 콩코드 군사해양터미널
  - 포인트 로마 해군기지
  - 파크스 예비군 훈련지
  - 프레지디오 오브 몬트레이
  - 샌 호아킨 창[1]
    - 샤르페 시설[2]
    - 스톡턴 러프 앤드 레디 섬[3]
    - 트레이시 시설[4][5]

  - 시에라 육군창
- 콜로라도주
  - 포트 카슨
  - 포트 로건 국립묘지
  - 파블로 화학창
- 코네티컷주
  - 캠프 나이앤틱 (ARNG)
- 델라웨어주
  - 베다니 비치 훈련지 (ARNG)[6]
- 콜롬비아 구역
  - 포트 레슬리 J. 맥네어
- 플로리다주
  - 캠프 블란딩 (ARNG)
  - 이글린 공군기지
  - 맥딜 공군기지
  - 패트릭 공군기지
  - 헐버트 비행장
  - 딘달 공군기지
- 조지아주
  - 캠프 프랭크 D. 메릴
  - 포트 무어
  - 포트 아이젠아워
  - 포트 스튜어트
  - 헌터 육군 비행장
- 하와이주
  - 포트 디루시 (MWR 휴양지)
    - 할 코아 호텔

  - 포트 샤프터
  - 쿠니아 현장기지Kunia Field Station
  - 포카울로아 훈련장
  - 스코필드 막사
  - 트리플러 육군 의료원
  - 휠러 육군 비행장
- 아이다호주
  - 고웬 항공비행 방위군 기지|MTA 고왼 보이스 비행장 (ARNG)
  - 오르차드 훈련장 (ARNG)
  - 엣지미드 산맥 향토훈련지 (ARNG)
- 일리노이주
  - 찰스 M. 프라이스 지원센터
  - 록아일랜드 조병창
  - 캠프 링컨 (ARNG)
- 인디애나주
  - 캠프 애터버리
  - 포트 밴저민 해리슨
  - 머스카타턱 시가지훈련소
- 아이오와주
  - 캠프 닷지
  - 포트 디모인 (ARNG)
  - 아이오와 육군 탄약제조창
- 캔사스주
  - 포트 리븐워스
    - 문슨 육군 보건소

  - 포트 라일리
  - 그레이트플레인스 합동훈련장 (ARNG)
    - 캔사스 지역훈련기관 (ARNG)
    - 니켈 할 막사 (ARNG)
    - 스모키 힐 무기사격장 (ANG)
- 캔터키주
  - 블루글래스 육군창
  - 포트 캠벨
  - 포트 녹스
  - 록키산맥 조병창 SSCC 육군창
- 루이지애나주
  - 캠프 보우리가드
  - 포트 존슨
    - 피어슨 리지 포대사격장
- 메인주
  - MTA 딥우드스 (ARNG)
  - MTA 라일리-보그 브룩 (ARNG)
  - TS 카스웰 (ARNG)
  - TS 홀리스 평야 (ARNG)
- 매릴랜드주
  - 애버딘 시험장
  - 캠프 프레테드 군사예비부지 (ARNG)
  - 포트 데릭
  - 포트 조지 G. 미드
- 메사추세츠주
  - 캠프 커티스 길드 (ARNG)
  - 캠프 에드워즈 (ARNG)
  - 포트 데벤스
  - 나티크 육군 장병시스템센터
- 미시건주
  - 캠프 그레일링(ARNG)
  - 디트로이트 조병창
  - 포트 커스터 (ARNG)
- 미네소타주
  - 캠프 리플리 (ARNG)
  - 포트 스넬링 (USAR)
- 미시시피주
  - 캠프 맥케인 (ARNG)
  - 캠프 셀비
  - 미시시피 병기공창
- 미주리주
  - 캠프 클라크 (ARNG)
  - 포트 레오나드 우드
- 몬타나주
  - 포트 윌리엄 헨리 해리슨 (ARNG)
- 네브라스카주
  - 캠프 애쉬랜드 (ARNG)
- 뉴햄프셔주
  - 센터 스트라포드 훈련지 (ARNG)
- 네바다주
  - 호손 육군창
- 뉴저지주
  - 포트 딕스 - 맥과이어-딕스-레이크허스트 합동기지
  - 피카티니 조병창
- 뉴맥시코주
  - 로스앨러모스 폭발물사격장
  - 화이트샌드스 미사일사격장
- 뉴욕주
  - 포트 드럼
  - 포트 해밀턴
- 노스캐롤라이나주
  - 캠프 버트너 (ARNG)
  - 캠프 데이비스
  - 캠프 맥캘
  - 포트 리버티
  - 써니 포인트 군사해양터미널(Military Ocean Terminal Sunny Point)
- 노스다코타주
  - 캠프 그래프턴 Grafton (ARNG)
- 오하이오주
  - 캠프 페리 (ARNG)
  - 캠프 라벤나 합동훈련소 (ARNG)
  - 캠프 셔먼 (ARNG)
- 오클라호마주
  - 캠프 그루버 (ARNG)
  - 포트 실
  - 맥엘레스터 육군 탄약공창
- Oregon
  - 캠르 라일레아 (ARNG)
- 펜실베니아주
  - 칼라일 막사
  - 포트 인디언타운 갑 (ARNG)
  - 해리스버그 Military Post (ARNG)
  - 레터케니 육군창
  - 뉴 컴벌랜드 육군창
  - 토비한나 육군창
- 푸에르토리코
  - 포트 뷰캐넌
  - 푸에르토리코 육군 방위군 항공지원시설
  - 캠프 산티아고
  - 포트 앨렌
  - 루스벨트 로드 육군 예비군기지
- 로드아일랜드주
  - 캠프 포가티 (ARNG)
  - 포트 그린(Fort Greene) (USAR)
  - 캠프 바넘 (ARNG)
- 사우스캐롤라이나주
  - 포트 잭슨
  - 매킨타이어 합동 방위군기지 (ARNG/ANG)
- 사우스다코타주
  - 포트 미드 (ARNG)
- 테네시주
  - 홀스턴 육군 탄약공창
  - 킹스톤 폭발물 시험장
  - 밀란 육군 탄약공창
- 텍사스주
  - 캠프 보위
  - 캠프 불리스
  - 캠프 베티
  - 캠프 맥시
  - 캠프 스위프트
  - 캠프 스탠리
  - 캠프 볼터스 (ARNG)
  - 코퍼스크리스티 육군창
  - 포트 블리스
  - 포트 카바조스
  - 포트 샘휴스턴 - 샌안토니오 합동기지
    - 브룩 육군 의료원

  - 마틴데일 육군 비행장
  - 레드리버 육군창
- 유타주
  - 캠프 W. G. 윌리엄스 (ARNG)
  - 더그웨이 시험장
  - 포트 더글라스 (USAR)
  - 투엘 육군창
- 버몬트주
  - 캠프 이튼 앨런 훈련지 (ARNG)
- 버지니아주
  - 캠프 팬들턴 주립 군사예비부지 (ARNG)
  - 포트 워커
  - 포트 벨보어
  - 포트 유스티스 - 랭글리-유스티스 합동기지
  - 포트 그레그-애덤스
  - 포트 맥네어 - 마이어-헨더슨 홀 합동기지
  - 포트 마이어 - 마이어-헨더슨 홀 합동기지
  - 포트 바풋 (ARNG)
  - 법무총감 법률센터학교
  - 콴티코 군사예비부지
  - 국립지상첩보원
  - 래드포드 육군 탄약공창
  - 워렌튼 훈련소
- 워싱턴주
  - 캠프 머리 (ANG/ARNG)
  - 포트 루이스 - 루이스-맥코드 합동기지
  - 야키마 훈련소
- 웨스트버지니아주
  - 캠프 도슨 훈련장 (ARNG)
- 위스콘신주
  - 포트 맥코이
  - 캠프 윌리엄스 (ARNG)
- 와이오밍주주
  - 건지 기동지역(Guernsey Maneuver Area) (ARNG)

### 이전
지금은 쓰지 않는다고 반드시 버려지거나 폐쇄되어 영구히 쓰지 않는 것이 아니다. 이들 중 일부는 전시나 특별히 필요할 때 다시 쓰이기도 한다.
- 앨라바마주
  - 포트 매클렐런
  - 브루클리 비행장
- 애리조나주
  - 캠프 바우즈[7]
- 캘리포니아주
  - 캠프 안자
  - 캠프 콜런
  - 캠프 키어니
  - 캠프 Kohler[8]
  - 캠프 로렌스 J. 헌
  - 캠프 로켓
  - 포트 훔볼트
  - 포트 맥아더
  - 포트 메이슨
  - 캠프 맥퀘이트(Camp McQuaide)
  - 캠프 산타 아니타(Camp Santa Anita)
  - 캠프 실리
  - 캠프 스톤맨
  - 캠프 영[9]
  - 사막 훈련소
  - 포트 베이커
  - 포트 오드
  - 포트 포인트
  - 포트 테혼
  - 포트 윈필드 스콧
  - 포트 유마
  - 오클랜드 육군기지
  - 프레지디오 오브 샌프란시스코
  - 세크라멘토 육군창
  - 샌 칼로스 군견훈련소
- 콜로라도주
  - 피츠시몬스 육군 의료원(Fitzsimons Army Medical Center)
  - 캠프 할(Camp Hale)
  - 포트 갈랜드(Camp Garland)
  - 캠프 조지 웨스트 사적지 - 콜로라도 육군 방위군 (COANG)
  - 록키 산맥 조병창
- 워싱턴 D.C.
  - 월터 리드 육군 의료원
- 플로리다주
  - 캠프 아이젠아워 존스턴
  - 캠프 머피
  - 데이토나 해변 육군여군단 훈련소
- 조지아주
  - 캠프 코널리
  - 캠프 토코아
  - 캠프 휠러
  - 포트 길렘
  - 포트 맥퍼슨
  - 포트 오그너돌프
- 아이다호주
  - 아이다호 발사복합단지
- 일리노이주
  - 캠프 링컨
  - 캠프 엘리스
  - 캠프 그랜트
  - 포트 셰리던
- 인디애나주
  - 뉴포트 화학창
- 캔사스주
  - 캠프 필립스
- 루이지애나주
  - 캠프 클레이본
  - 캠프 리빙스턴
  - 캠프 폰차트레인
- 매릴랜드주
  - 포트 리치
  - 캐탁틴 훈련소
  - 포트 홀라버드(Fort Holabird)
  - 포트 워싱턴
- 메사추세츠주
  - 캠프 캔두잇(Camp Candoit)
  - 캠프 헤브던잇(Camp Havedoneit)
  - 캠프 마일스 스탠디시
  - 캠프 워시본
  - 캠프 웰플리트
- 미시건주
  - 포트 브래디
  - 크라이슬러 전차학교
- 미네소타주
  - 캠프 세비지
  - 포트 스넬링 (ARNG)
- 미시시피주
  - 캠프 반 돈: 캠프는 비록 폐쇄되었지만, 부지 안에는 군사 박물관이 있음.[10]
- 미주리주
  - 캠프 크라우더
  - 포트 오세이지
  - 재퍼슨 막사
- 몬타나주
  - 포트 미줄라
- 네브라스카주
  - 포트 로빈슨
  - 수 육군창[11]
- 네바다주
  - 캠프 윌리스턴
- 뉴저지주
  - 캠프 찰스 우드
  - 캠프 콜스
  - 캠프 에디슨
  - 캠프 킬머
  - 포트 핸콕
  - 포트 몬머스
- 뉴맥시코주
  - 캠프 코디
  - 포트 유니온 국가기념물
- 뉴욕주
  - 캠프 샹크스
  - 캠프 업턴
  - 포트 나이아가라
  - 포트 토텐
  - 메디슨 막사
  - 플랫스버그 믹시
  - 세네카 육군창
  - 포트 틸던
  - 포트 스카일러
  - 플로이드 베넷 비행장
  - 포트 제이
  - 부시 육군 터미널
  - 브룩클린 육군 공창
  - 포트 워즈워스
- 노스캐롤라이나주
  - 캠프 브라이언 그림스
  - 캠프 댄 러셀
  - 캠프 데이비스
  - 캠프 그린
  - 캠프 십-배글리
  - 포트 카스웰
  - 포트 피셔
  - 포트 존스턴
  - 포트 메이컨
  - 포트 토텐
  - 로린버그-맥스톤 육군 비행장
- 노스다코타주
  - 포트 에이브러햄 링컨
  - 캠프 서턴
- 오하이오주
  - 캠프 밀러드
  - 이리 시험장
  - 포트 헤이즈
- 오리건주
  - 캠프 애벗
  - 캠프 애드에어(Camp Adair)
  - 캠프 셔먼
  - 포트 스티븐스
  - 캠프 화이트
  - 우마틸라 화학창 – 화학전의 끝과 함께 폐쇄됨.
- 펜실베니아주
  - 셰난고 인사보충창[12]
- 푸에르토리코
  - 포트 브룩
  - 헨리 막사
- 사우스캐롤라이나주
  - 캠프 크로프트
- 테네시주
  - 캠프 포레스트
  - 캠프 타이슨
- 텍사스주
  - 캠프 바클리
  - 캠프 호즈
  - 캠프 휼렌
  - 포트 브라운
  - 포트 클라크
  - 포트 D.A. 러셀
  - 포트 매킨토시
  - 포트 링골드[13]
  - 잉글사이드 육국창
  - 론스타 육군 탄약공창
  - 롱혼 육군 탄약공창
- 버지니아주
  - 캠프 패트릭 헨리
  - 초파왐직 훈련소
  - 포트 먼로
  - 프론트 로열 병참창
  - Vint Hill Farms Station; 1942년 ~ 1997년; 1999년 폭파.
- 워싱턴주
  - 캠프 보너빌
  - 포트 캔비
  - 포트 케이시
  - 포트 콜롬비아
  - 포트 로턴
  - 마운트 레니에 병기창
  - 포트 스티라쿰
  - 벤쿠버 막사
  - 포트 워든
  - 왈라왈라 육군 비행장
- 와이오밍주
  - 포트 프란시스 E. 워렌
  - 포트 래러미 국립사적지
  - 와이오밍 방위군 캠프

## 해외
- 아시아
  - 동북아시아 - 대한민국, 일본, 타이완
  - 중앙아시아 - 사우디아라비아, 쿠웨이트
- 유럽
  - 동유럽 - 보스니아 헤르체고비나
  - 서유럽 - 영국, 벨기에
  - 남유럽 - 마케도니아, 불가리아, 이탈리아, 코소보
  - 중앙유럽 - 독일

### 이전
- 동남아시아
  - 필리핀
  - 태국
  - 베트남
- 중앙아시아
  - 아프가니스탄
  - 이라크
- 중부아메리카
  - 파나마
- 서유럽
  - 프랑스

## 같이 보기
- 미국 해군의 시설 목록
- 미국 공군의 시설 목록
- 미국 해병대의 시설 목록
- 미국 우주군의 시설 목록

## 참고
1. ↑  “Defense Base Closure And Realignment Commission: Report To The President 1995” (영어). DIANE Publishing Company. 1995년 10월 1일: 123. ISBN 978-0-7881-2461-7.
2. ↑  “DDJC - Sharpe” (PDF). 《Superfund》 (영어). Environmental Protection Agency. 2003년 10월. 2015년 6월 15일에 원본 문서 (PDF)에서 보존된 문서. 2015년 6월 13일에 확인함.
3. ↑  Dawn Bohulano Mabalon (2013년 5월 29일). “Little Manila Is in the Heart: The Making of the Filipina/o American Community in Stockton, California” (영어). 듀크대학 출판부: 233. ISBN 978-0-8223-9574-4.
4. ↑  Carol A. Jensen (2006). “Byron Hot Springs” (영어). Arcadia Publishing: 104. ISBN 978-0-7385-4700-8.
5. ↑  California State Military Museum (2010년 10월 11일). “Tracy Facility, Defense Distribution Depot San Joaquin” (영어). Army Center of Military History. 2015년 6월 15일에 원본 문서에서 보존된 문서. 2015년 6월 13일에 확인함.
6. ↑  “Delaware National Guard 2011 Lottery for the Use of the Bethany Beach Training Site” (PDF) (영어). Delaware National Guard. 2011년 5월 16일에 원본 문서 (PDF)에서 보존된 문서. 2011년 8월 25일에 확인함.
7. ↑  “Explore Bouse and the Sonoran Desert!” (영어). 2015년 1월 10일에 원본 문서에서 보존된 문서. 2014년 11월 21일에 확인함.
8. ↑  “Historic California Posts, Camps, Stations and Airfields Camp” (영어). 2015년 12월 18일에 원본 문서에서 보존된 문서. 2014년 11월 21일에 확인함.
9. ↑  “Historic California Posts: Camp Young” (영어). 2014년 3월 11일에 원본 문서에서 보존된 문서. 2014년 11월 21일에 확인함.
10. ↑  “Van Dorn Army Museum - Home” (영어). 2014년 11월 18일에 원본 문서에서 보존된 문서. 2014년 11월 21일에 확인함.
11. ↑  “Sioux Army Depot” (영어). 2015년 1월 10일에 원본 문서에서 보존된 문서. 2014년 11월 21일에 확인함.
12. ↑  “Camp Reynolds World War II Army Camp” (영어). 2012년 3월 13일에 원본 문서에서 보존된 문서. 2012년 3월 12일에 확인함.
13. ↑  Garna L. Christian. “FORT RINGGOLD” (영어). Texas State Historical Association. 2014년 11월 18일에 원본 문서에서 보존된 문서. 2014년 11월 21일에 확인함.